# Gunungiella simafiazga
Gunungiella simafiazga är en nattsländeart som beskrevs av Malicky och Chantaramongkol 1993. Gunungiella simafiazga ingår i släktet Gunungiella och familjen stengömmenattsländor. Inga underarter finns listade i Catalogue of Life.